# Манус, Макс
Максимо Гильермо «Макс» Манус (норв. Maximo Guillermo "Max" Manus; 9 декабря 1914, Берген — 20 сентября 1996, там же) — руководитель норвежского Движения Сопротивления во Второй мировой войне, специализировавшийся на саботажах; автор нескольких послевоенных мемуаров и основатель компании Max Manus AS.

## Биография

### Ранние годы
Массимо Гильерме Манус родился 9 декабря 1914 года в Бергене в семье норвежца Йохана Магнуссена (норв. Johan Magnussen) и датчанки Герды Кьеруп (дат. Gerda Kjørup). Йохан Магнуссен долгое время жил в испаноязычных странах и вскоре сменил своё имя на Хуан Манус (исп. Juan Manus).

### Вторая мировая война
Макс Манус участвовал добровольцем в Зимней войне, как и множество других норвежских добровольцев. Он вернулся на родину ровно в тот день, когда началась операция вермахта под кодовым названием «Везерюбунг». Манус примкнул к норвежской армии, однако после капитуляции Норвегии вернулся в Осло и ушёл в подполье, которое занималось антинемецкой пропагандой и тайно производило оружие. Во время визита Генриха Гиммлера и Йозефа Геббельса в Осло Манус предпринял неудачную попытку покушения на них.
Деятельность Мануса привела к тому, что гестапо объявило его в розыск. В итоге в январе 1941 году Мануса арестовали гестаповцы, причём он пытался сбежать, выпрыгнув через окно. Его доставили в больницу Осло, где врач заявил гестаповцам, что у Мануса перелом шеи, плеча и сотрясение мозга, вследствие чего пострадавшему придётся провести в больнице очень много времени. На самом деле Манус получил небольшие повреждения и небольшую контузию, а врач осознанно солгал гестаповцам. Спустя 27 дней после ареста при помощи медсестры «мнимый больной» по канату спустился с третьего этажа больницы и сбежал из города, сумев вскоре на самолёте вылететь в Швецию. Манус по пути пересёк СССР, который уже вёл войну против немцев, Турцию, Египет, затем на корабле прибыл в Кейптаун, оттуда попал в США и вскоре вернулся в Европу.
Встретившись с представителями посольства Норвегии в США, Макс Манус выбрался в Канаду, где прошёл курс военного обучения, после чего направился в Белфаст, а оттуда перебрался в Шотландию. В военных лагерях Шотландии он прошёл дальнейшее обучение, развив профессиональные навыки подрывника и шпиона. Также Манус совершил несколько учебных прыжков с парашютом, а вскоре высадился в лесах Осло 12 марта 1943 с Грегерсом Грамом. Манус числился формально бойцом 1-й отдельной норвежской роты, созданной британским Управлением специальных операций из числа норвежских антифашистов и более известной как «рота Линге».
В Норвегии Манус продолжил свою деятельность бойца Сопротивления, начав топить корабли в гавани Осло при помощи мин-липучек и даже человекоуправляемых торпед. Стараниями Мануса довольно много кораблей было повреждено или затоплено. Этот процесс был достаточно сложным и опасным, но Манус проявлял изобретательность, оставаясь в живых. Он постоянно путешествовал из Норвегии в Швецию, где отдыхал после диверсий, и это позволяло ему спастись: большинство его соратников погибли в боях, попали в плен или были замучены до смерти в гестаповских застенках.
Первые диверсии состоялись 27 апреля 1943, когда в порту Осло затонул транспорт «Ортельсбург» (3800 т) и ещё один транспорт «Тугела» (5800 т) был повреждён. Весной 1944 года Манус взорвал архив службы занятости в Осло, затем в июне того же года с Грегерсом Грамом взорвал транспорт «Монте Роза» (корабль повреждён). Одним из кораблей, затопленных Манусом, был транспорт «Донау», пошедший ко дну 16 января 1945 после взрыва магнитных мин (соратником по этой операции стал Рой Нильсен). Также Макс Манус вместе с Гуннаром Сёнстебю руководил подпольным движением «Отряд Осло». Сам Манус к концу войны дослужился до звания первого лейтенанта в норвежской армии.

### Послевоенные годы
После войны Манус написал несколько книг о себе: первой стала книга «Всё обычно хорошо кончается» (норв. Det vil helst gå godt), в которой Манус рассказал о своём опыте работы и жизни в Латинской и Южной Америке. Вторая книга — «Всё становится серьёзнее» (англ. Det blir alvor) — была посвящена деятельности Мануса по борьбе против нацистских оккупантов, и большое внимание в книге было уделено описанию подрыва кораблей в 1945 году. После капитуляции Манус стал телохранителем кронпринца Улофа (будущего короля Улафа V) на параде Победы в Осло, а затем и короля Хокона VII. Для 30-летнего Мануса это была огромная честь.
Книги Мануса были переведены дважды на английский: в США вышло сжатое издание под названием «Девять жизней до 30» (англ. 9 Lives Before Thirty), а через несколько лет — «Подрывник-подводник» (англ. Underwater Saboteur), своеобразная адаптация всех рассказов Мануса. В обоих этих переводах, сделанных в первые послевоенные годы, имена многих людей были изменены в целях конфиденциальности, хотя Манус в оригинале имена не менял.
В 1995 Манус выпустил автобиографическую книгу «Моя жизнь».

### Предпринимательская деятельность
В конце 1945 года Макс Манус и Софус Клаусен прибыли в США для заключения контракта по поставке офисной техники, и вскоре обоими была основана компания Clausen og Manus по производству и сбыту этой техники. На посты в компании Манус назначал даже тех, кто обвинялся в коллаборационизме: среди коллег Мануса был и кинорежиссёр Вальтер Фюрст. Манус решился пойти на это после долгих дискуссий внутри коллектива, руководствуясь именно профессионализмом отдельных личностей. В 1952 году компания разделилась на два предприятия — «Sophus Clausen AS» и «Max Manus AS», которые занимались продажей офисной техники компаний Olivetti и Philips, причём предприятие Макса Мануса работает и по сей день.

### Личная жизнь
В 1947 году Макс Манус женился на Иде Николине Линдебрекке, которую также называли «Тиккен». Манус знал Тиккен ещё со времён войны: девушка была дочерью норвежского банкира и губернатора Бергена, работала в британском посольстве в Стокгольме и помогала сопротивлению. После свадьбы они переехали в Ландёйю. Брат Тиккен Линдебрекке — Шур Линдебрекке, председатель Консервативной партии Норвегии.
У Макса и Тиккен родились двое детей: Макс Манус-младший и Метте. Макс Манус-младший стал преподавателем школы Вест-Лофотена в Вествогёе. Сам Манус-старший страдал от алкоголизма, кошмаров и депрессий: кошмары о военных событиях долгое время его мучали, но именно жена помогала Максу справиться с алкогольной зависимостью и сохранять бодрость. Вскоре они переехали на Канарские острова, где прожили долгое время.

### Смерть и память
20 сентября 1996 года Макс Манус скончался в родном Бергене после болезни, вызванной последствиями неудачного падения с лестницы. Память Мануса чтится в Норвегии и по сей день. В декабре 2007 года было объявлено о грядущих съёмках фильма «Макс Манус», который был показан 19 декабря 2008. Роль Мануса сыграл Аксель Хенни, а критиками фильм был воспринят положительно.
7 июня 2011 Манусу был открыт памятник в Осло. В 2013 году имя Мануса получил корабль «Трома», который был потоплен норвежским отрядом Сопротивления «Группа Пелле».

## Книги
- Det vil helst gå godt – 1945
- Det blir alvor - 1946
- Sally Olsen : Fangenes engel i Puerto Rico - 1975
- Mitt liv – 1995